# San Mariano (Isabela)
San Mariano  (Filipino: Bayan ng San Mariano) ist eine philippinische Stadtgemeinde in der Provinz Isabela, Verwaltungsregion II, Cagayan Valley. Sie hat 17.260 Einwohner (Zensus 1. August 2015), die in 36 Barangays lebten. Sie wird als Gemeinde der ersten Einkommensklasse auf den Philippinen und als teilweise urbanisiert eingestuft.  
San Mariano liegt im Südosten der Provinz, das Gemeindezentrum liegt im Tal des Cagayan und der Ilagan-River fließt durch die Gemeinde. Das Gemeindegebiet reicht bis an der Küste der Philippinensee. Die Gemeinde liegt in dem Gebirgsmassiv der Sierra Madre. Sie liegt 454 km nördlich von Manila und ist über den Marhalika Highway, via Naguilian, erreichbar. Ihre Nachbargemeinden sind Ilagan City und Palanan im Norden, Benito Soliven im Westen, San Guillermo im Südwesten und Dinapigue im Süden. 
San Mariano liegt teilweise im Northern Sierra Madre Natural Park, dieser steht seit 2006 auf der Vorschlagsliste zur Aufnahme in die UNESCO-Welterbeliste. 

## Baranggays
| - Alibadabad - Balagan - Binatug - Bitabian - Buyasan - Cadsalan - Casala - Cataguing - Daragutan East - Daragutan West - Del Pilar - Dibuluan | - Dicamay - Dipusu - Disulap - Disusuan - Gangalan - Ibujan - Libertad - Macayucayu - Mallabo - Marannao - Minanga - Old San Mariano | - Palutan - Panninan - San Jose - San Pablo - San Pedro - Santa Filomina - Tappa - Ueg - Zamora - Zone I - Zone II - Zone III |

## Weblink
- Informationen der Philippine Statistics Authority über San Mariano